# Masaharu Satō
Masaharu Satō (佐藤 正治 Satō Masaharu?, Ōta, Tokio, 1 de julio de 1946) es un veterano seiyū y narrador japonés afiliado a la agencia Aoni Production.
Junto con el difunto Kōji Totani, el mejor seiyū de soporte del mundo.[cita requerida]
Satō es conocido por sus roles en Buffaloman, Sunshine (Kinnikuman), Miyamoto Musashi (Yaiba), Adah (Mushiking: King of the Beetles), y Doramed III (The Doraemons). También es conocido por interpretar a munchos personajes en Kinnikuman, Dr. Slump and Arale-chan, Hokuto no Ken y Dragon Ball.
Satō fue la voz invitada en GōGō Sentai Bōkenger y Jūken Sentai Gekiranger.

## Filmografía

### TVanime
- Angelic Layer (Padre de Shuko)
- Beet the Vandel Buster (Ship Captain)
- Bleach (Gyokaku Kumoi)
- Blue Gender (Victor)
- Bobobo-bo Bo-bobo (Tsuyoshi)
- Captain Tsubasa J (Padre de Mitsugi)
- Choju Kishin Dancouga (Gil Dorom Shogun)
- Code Geass: Lelouch of the Rebellion R2 (Rey)
- Combat Mecha Xabungle (Dowas, médico)
- Dr. Slump and Arale-chan (Pagos, Buta-san, Director, agricultor, etc.)
- Dragon Ball (Black, Sno's Father, Rabbit Gang Member)
- Dragon Ball GT (Black)
- Dragon Ball Kai (Maestro Roshi)
- Dragon Ball Z (Shenron (2ª voz), Baseball Manager, King Cold (2nd Voice), Grand Elder (2ª voz), etc.)
- Futakoi (Kenmochi)
- Gun X Sword (Nero)
- High School! Kimengumi (Ranto Jougai)
- Hokuto no Ken 2 (Taiga, Shie, Samato)
- InuYasha (Goshinki)
- Jigoku Sensei Nube (Vice Principal)
- Kinnikuman (Iwao, Buffaloman, Sunshine, etc.)
- Kinnikuman Nisei (Harabote Muscle, Sunshine)
- Kinnikuman: Scramble for the Throne (Kinniku Mayumi, Mammothman, Mariposa, The Manriki, etc.)
- Mobile Suit Zeta Gundam (Hasan)
- Mushiking: King of the Beetles (Adah)
- One Piece (John Giant)
- Pokémon (Presidente Tamaranze/Mr. Charles Goodshow)
- Rosario + Vampire (Board Chairman)
- Saint Seiya (Crysaor Krishna, Gigas)
- Shadow Skill (Rey Eva Stroll)
- Slum Dunk (Riki Takatou, Tetsuo)
- Slayers (Zorom)
- The Kabocha Wine (Kameyama)
- Transformers: Super-God Masterforce (Gilmer, Guardminder)
- Transformers: The Headmasters (Kaen, Sureshot, Scourge, etc.)
- Transformers: Victory (Perceptor)
- Yaiba (Miyamoto Musashi)

### OVA
- Ushio and Tora (Grandpa)
- Gall Force (Gorn)
- Mobile Suit Gundam 0083: Stardust Memory (Bob)
- Legend of the Galactic Heroes (Erlache)
- Detective Conan Conan vs. Kid vs. Yaiba (Miyamoto Musashi)

### Películas de anime
- Kinnikuman (Buffaloman, Iwao)
- The Kabocha Wine (Kameyama)
- The Doraemons (Doramed III)
- Jigoku Sensei Nube (Vice Principal)
- Dragon Ball Z: Chikyū Marugoto Chōkessen (Lakasei)
- Dragon Ball Z: La batalla de los dioses (Kame Sennin)
- Dragon Ball Z: Tobikkiri no Saikyō tai Saikyō (Doore)
- Dragon Ball Z: Moetsukiro (King Vegeta)
- Dragon Ball Z: Ryū-Ken Bakuhatsu!! (Master Roshi)
- Hamelin no Baiorin Hiki (Oboe)
- OneP Piece: Omatsuri danshaku to himitsu no shima (Keroshot)

### Videojuegos
- Castlevania (Death  y otros)
- Airforce Delta (Jaimie Jones)
- Kinnikuman New Generation vs. Legends (Sunshine)
- Kinnikuman Generations (Sunshine, Prince Kamehame/First Kinnikuman Great, Chairman)
- Kinnikuman Muscle Grand Prix Series (Sunshine, Chairman)
- Gurumin (Iwao)
- Dynasty Warriors (Zuo Chi)
- Star Ocean: The Second Story (Indalecio/Gabriel)
- Xenosaga Series (Sellers)
- Dragon Ball Z (Porunga)
- Policenauts (Salvatore Toscanini)
- Final Fantasy X (Zaon, Jyscal Guado)
- Metal Gear Solid Series

- Metal Gear Solid (Donald Anderson)
- Metal Gear Solid 2: Sons of Liberty (Richard Ames)
- Metal Gear Solid: Portable Ops (CIA Agent)

- LUNAR 2: Eternal Blue (Lunn)
- Super Robot Wars Original Generations (Rishu Togo)
- SegaSonic the Hedgehog (Doctor Eggman)

### Tokusatsu
- Denkou Choujin Gridman (Maou Khan Digipher)
- Kamen Rider Agito (Hydrozoa Ignio, Stellio Dextera, Stellio Sinistra)
- Super Sentai Series

- Mirai Sentai Timeranger (Haidoritto)
- Bakuryū Sentai Abaranger (Dezumozorlya)
- Tokusō Sentai Dekaranger (Tairaa-seijin Daaden)
- GōGō Sentai Bōkenger (Jougami)
- Jūken Sentai Gekiranger (Gyūya)